# Rosengarten
Horská skupina Rosengarten, obvykle prostě jen Rosengarten (italsky Catinaccio, Ladinsky Ciadenac, Ciadenáze), je pohoří Dolomit v Jižním Tyrolsku a provincii Trentino (Itálie). Od roku 2003 je jižní tyrolská část součástí Přírodního parku Schlern-Rosengarten, od roku 2009 je skupina Rosengarten vedle osmi dalších teritorií Dolomit zapsána do seznamu světového přírodního dědictví UNESCO.

## Poloha
Rosengarten se nachází mezi údolími Tierstal s obcí Tiers a údolím Eggental s obcí Welschnofen na západě a údolím Fassa na východní straně. Rozkládá se ve severojižním směru od horské skupiny Schlern na severu k jihu horskému sedlu Karerpass v délce 8 km.

## Vrcholy
Nejvyšším vvrcholem je Kesselkogel (ital. Catinaccio d'Antermoia) s výškou 3004 m. Dostupný je z průsmyku Grasleitenpass nebo z údolí Antermoia po zajištěných stezkách. Prvovýstup provedli v roce 1873 Britové C. Comyn Tucker a T. H. Carson s vůdcem A. Bernardem.
Druhým nejvyšším vrcholem skupiny Rosengarten je Rosengartenspitze. Je 2981 m vysoká a nalézá se ve středu masivu Rosengarten, normální přístupová cesta na vrchol má obtížnost druhý stupeň UIAA. Provovýstup provedli rovněž C. Comyn Tucker a T. H. Carson s vůdcem Francoisem Devouassoudem 31. srpna 1874.

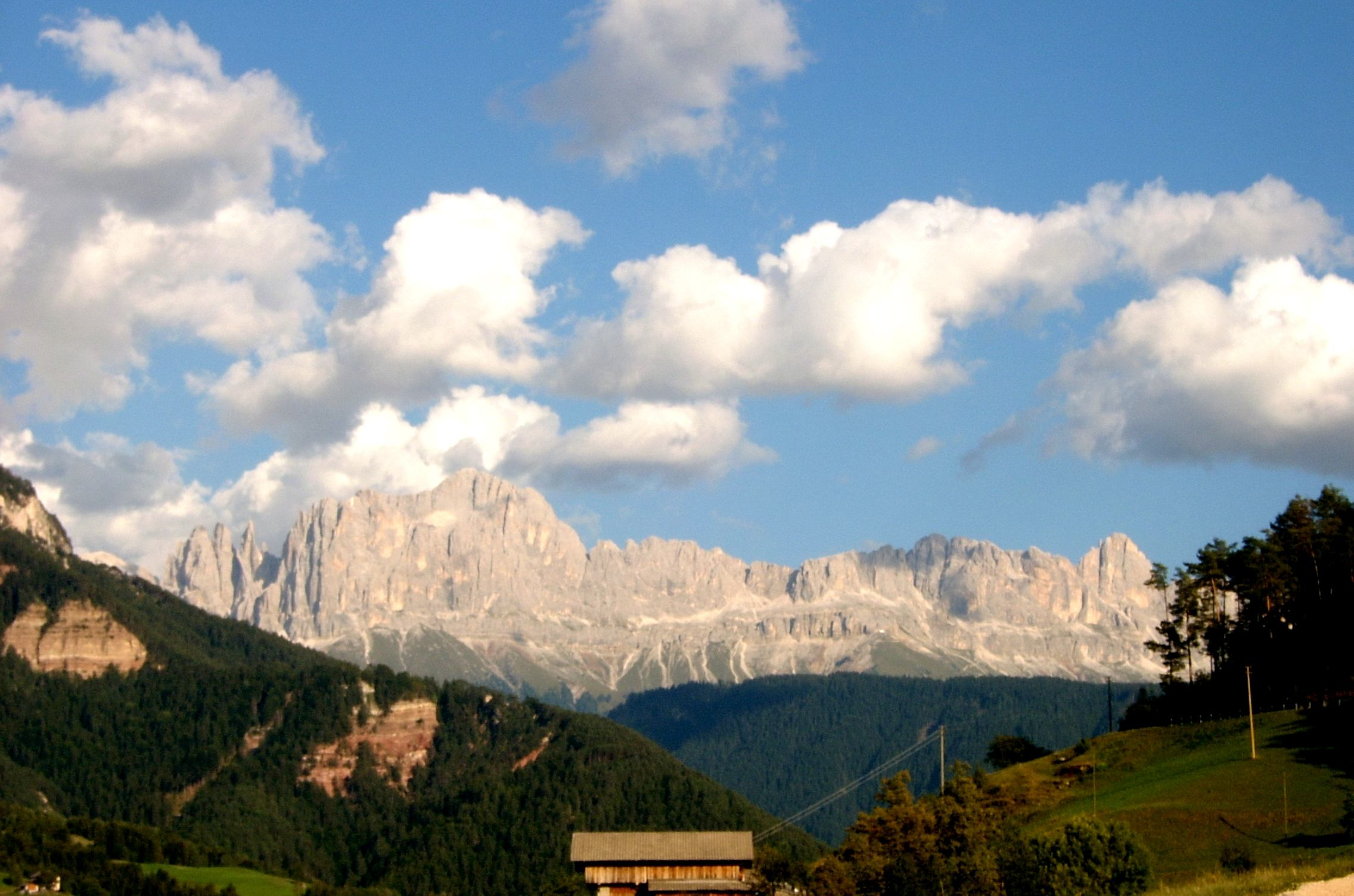
Rosengarten za soumraku

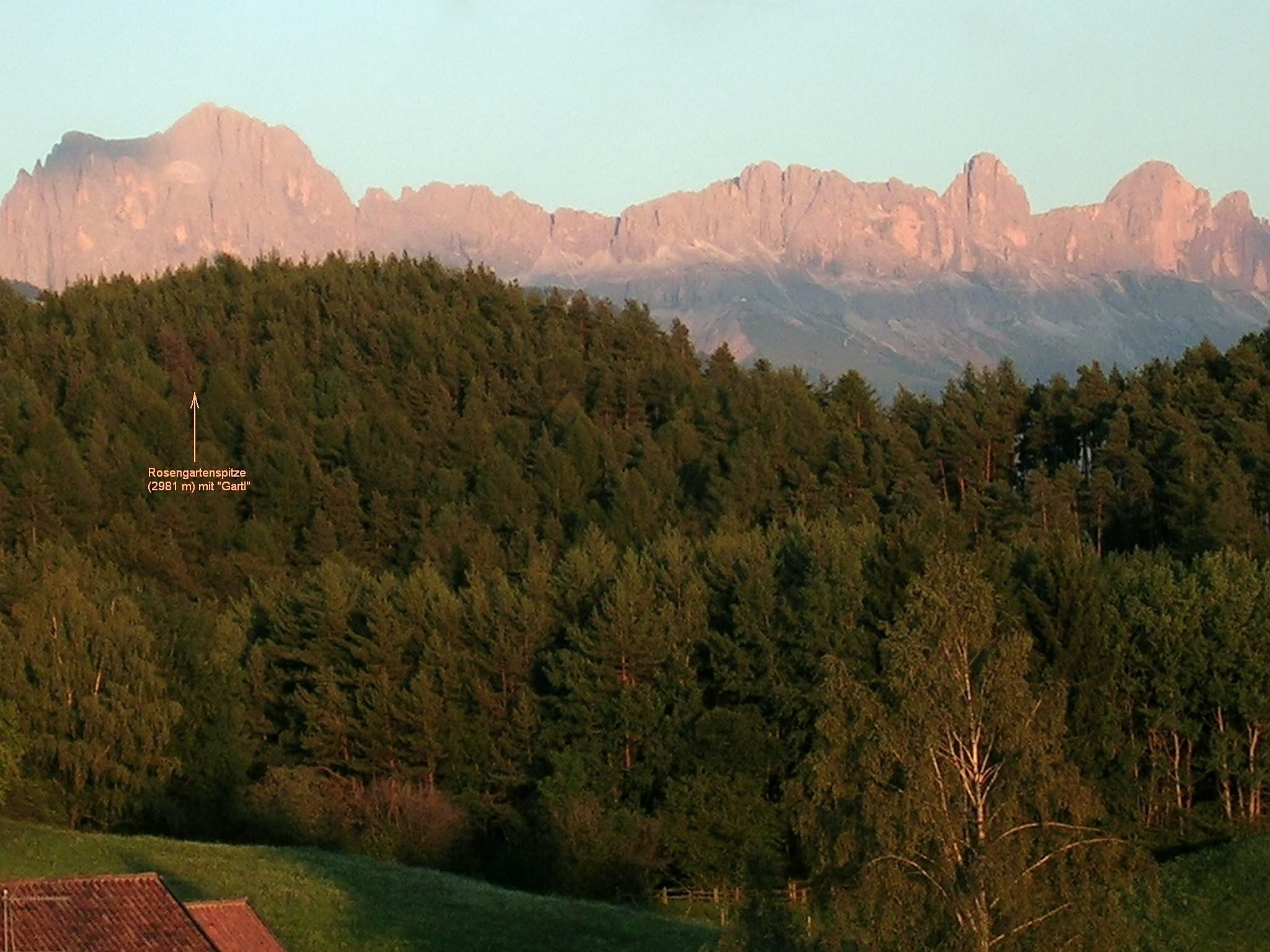
Rosengarten ve večerním světle

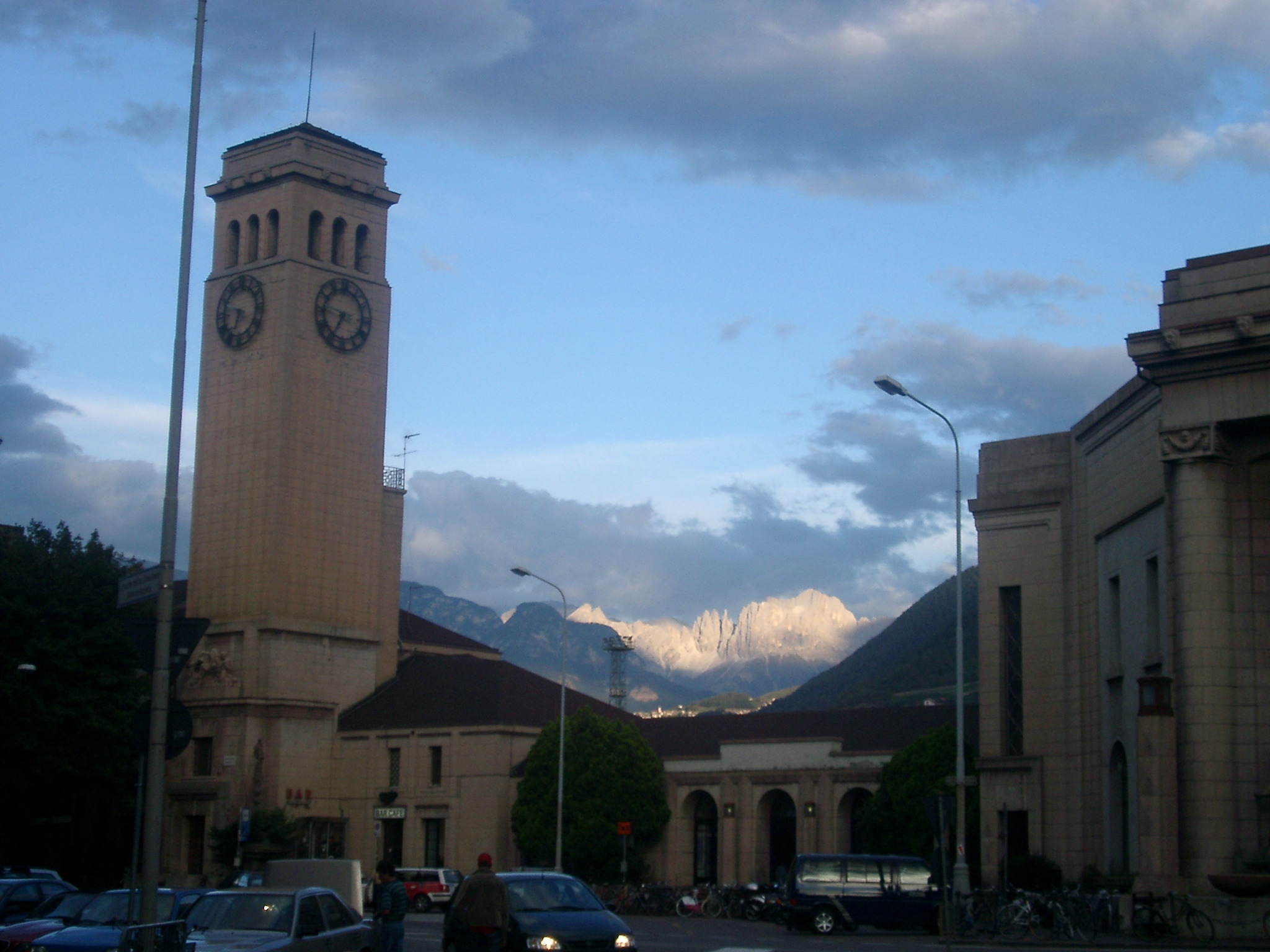
Rosengarten od Bolzana

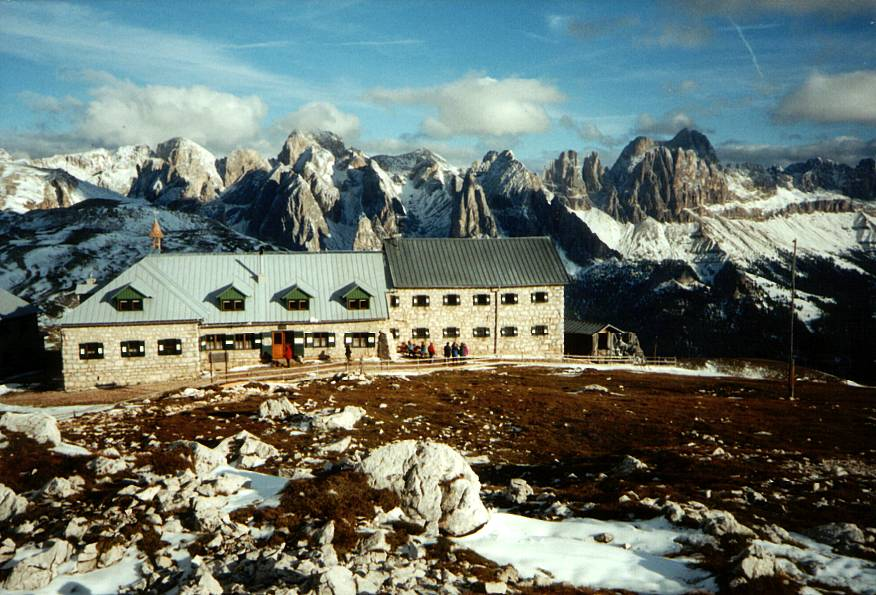
pohled ze Schlernu na Rosengarten

Ostatní vrcholy:
- Vajoletspitze (2749 m)
- Vajolet-Türme (2813 m)
- Laurinswand (2813 m)
- Tscheinerspitze (2810 m)
- Rotwand (Roda di Vael, 2806 m)
- Teufelswand (2727 m)
- Masarégrat (2611 m)
- Fensterlturm (2670 m).

## Horské chaty
- Antermoiahütte (Rifugio Antermoia, 2496 m)
- Rifugio Ciampedie (1998 m)
- Gartlhütte (Rifugio Re Alberto I, 2621 m)
- Grasleitenhütte (Rifugio Bergamo, 2129 m)
- Grasleitenpasshütte (Rifugio Passo Principe, 2601 m)
- Paolina-Hütte (Rifugio Paolina, 2147 m)
- Rosengartenhütte oder Kölner Hütte (Rifugio A. Fronza, 2337 m)
- Rotwandhütte (Rifugio Roda di Vael, 2280 m)
- Santnerpasshütte (2734 m)
- Tierser-Alpl-Hütte (2438 m)
- Vajolethütte (2243 m)

## Sedla a průsmyky
- Tierser Alpjoch (2440 m) im Norden
- Grasleitenpass (2599 m)
- Donapass (2500 m)
- Vajoletpass (2549 m)
- Laurinspass (2627 m)
- Santnerpass (2740 m; eigtl. eine Felsschulter der Rosengartenspitze)
- Tschagerjoch (2630 m)
- Vajolonpass (2560 m)
- Karerpass (1758 m) im Süden, und
- Nigerpass (1688 m) an der Westflanke des Massivs.

## Zajištěné cesty - ferraty
- Kesselkogel-Klettersteig
- Laurenzi-Klettersteig
- Santnerpass-Klettersteig
- Masaré-Klettersteig und Rotwand.
- Steig 549/551 "rund um die Rotwand".